# Running Man (programma televisivo)
Running Man (런닝맨?, Reonning maenLR, Rŏnning manMR) è un programma televisivo di varietà sudcoreano, parte della programmazione della SBS TV denominata Good Sunday di cui fa parte anche K-pop Star. È stato trasmesso per la prima volta l'11 luglio 2010. Questo show è classificato come "varietà di azione urbana", un nuovo genere televisivo mai sperimentato prima. I conduttori e gli ospiti dello show partecipano entrambi al gioco, completando le varie missioni affidate loro per vincere la gara. È stato oggetto di grande attenzione, anche per aver segnato il ritorno sullo schermo di Yu Jae-suk, principale conduttore del programma, dopo l'abbandono di Family-ga tteotda nel febbraio 2010.